# Schweizerische Morbus Crohn/Colitis ulcerosa Vereinigung
Die Schweizerische Morbus Crohn / Colitis ulcerosa Vereinigung (SMCCV) tritt unter dem Markennamen CROHN COLITIS SCHWEIZ auf und ist eine Schweizer Patientenorganisation für Menschen mit chronisch entzündlichen Darmerkrankungen (CED). Sitz der Organisation ist Aarau.

## Hintergrund
Chronisch-entzündliche Darmerkrankungen (CED) gehören in der Schweiz zu den häufigsten Erkrankungen: Eine von 350 Personen, also über 25‘000 Menschen leiden daran. CROHN COLITIS SCHWEIZ (SMCCV) ist seit vielen Jahren die wichtigste Anlaufstelle für Betroffene.
Die SMCCV wurde am 5. April 1986 von 20 Mitgliedern gegründet und ist ein gemeinnütziger Verein sowie politisch und konfessionell neutral. Mit den übrigen europäischen Crohn- und Colitis-Organisationen ist die SMCCV in der European Federation of Crohn’s and Ulcerative Colitis Associations verbunden. In dieser Struktur haben sich 34 nationale Morbus Crohn und Colitis ulcerosa-Vereinigungen aus Europa mit insgesamt über 1 Million Mitgliedern zusammengeschlossen. Sie versuchen, durch verschiedene gemeinsame Projekte ihre Mitglieder zu informieren und ihnen zu helfen.

## Was bedeutet CED?

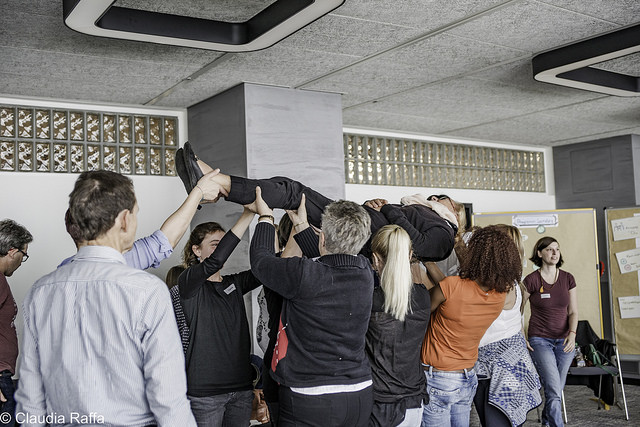
Während Treffs und Seminaren tauschen sich Betroffene und Angehörige aus.

Unter dem Sammelbegriff chronisch entzündliche Darmerkrankung werden Krankheitsbilder zusammengefasst, die sich durch schubweise wiederkehrende oder kontinuierlich auftretende, entzündliche Veränderungen des Darms auszeichnen. Diese Erkrankungen führen zu Beschwerden wie Durchfall mit Blut oder Schleim im Stuhl, heftige Bauchschmerzen sowie Symptome von anderen Organsystemen. Grund dieser Entzündung ist eine übermässige Reaktion des Immunsystems auf körpereigene Keime oder Zellen, die sich normalerweise im Darm befinden. Der Auslöser dieser Reaktion bleibt bislang trotz intensiver Forschung unklar. Es gibt immer wirksamere Therapien, doch bis heute keine Heilung. Eine Reihe von Medikamenten und Unterstützung aus der Komplementärmedizin stehen zur Verfügung, die vor allem die Entzündung unterdrücken und die Entwicklung von Komplikationen verhindern sollen. In schweren Fällen kommen auch chirurgische Eingriffe in Frage. Die häufigsten chronisch entzündlichen Darmerkrankungen sind Morbus Crohn und Colitis ulcerosa.

## Mitglieder und Tätigkeiten
Die SMCCV zählt über 2‘600 Mitglieder (Stand 2018), die von den zahlreichen Vorteilen profitieren und sich aktiv zum Wohl von anderen einsetzen.

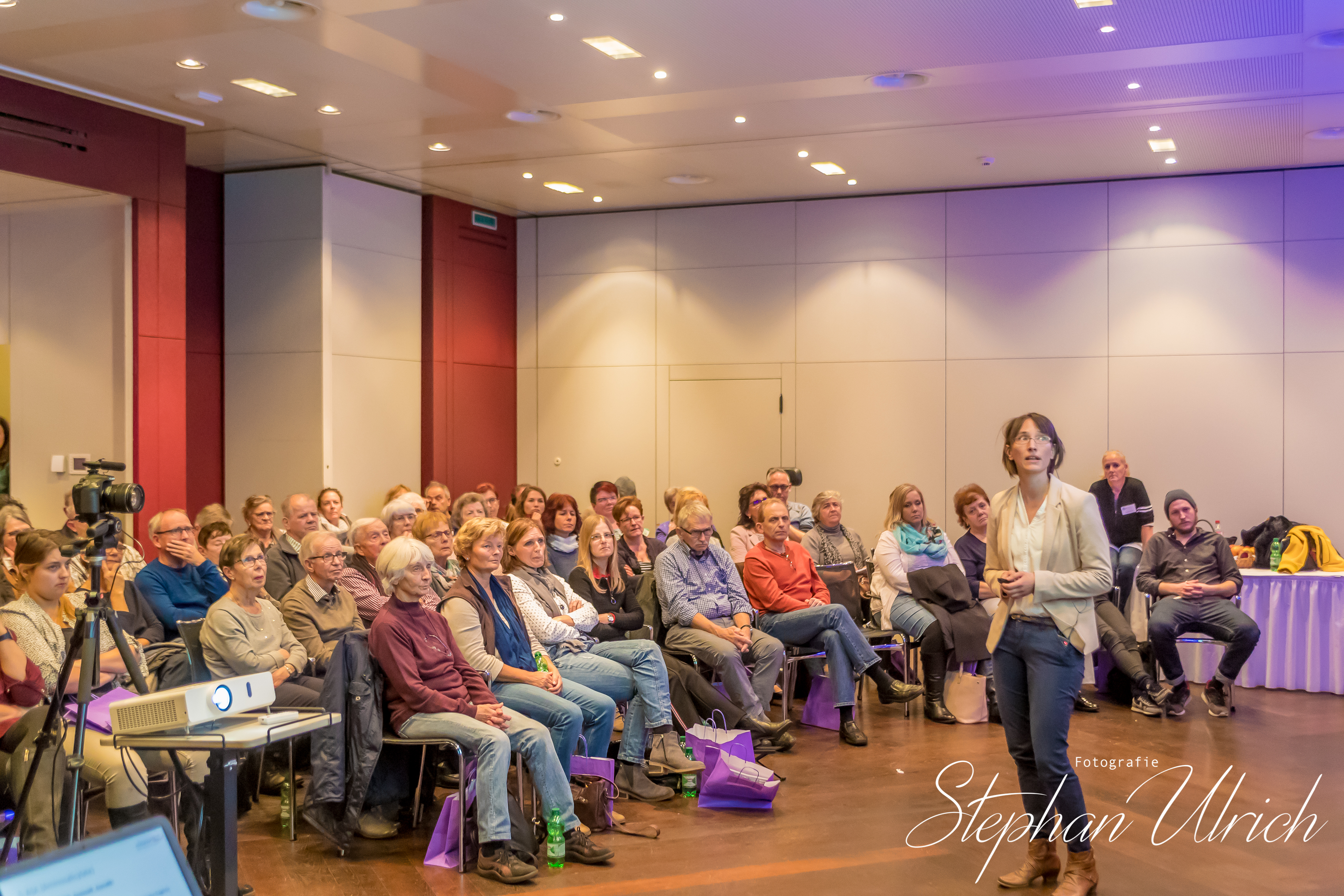
Während regelmässigen Informationsveranstaltungen erhalten Mitglieder Einblick in neuste Erkenntnisse aus Forschung und (Komplementär-)Medizin.

- Öffentliche Informationsveranstaltungen in der ganzen Schweiz über neuste Erkenntnisse aus Medizin und Forschung
- Beratung per E-Mail für Betroffene und Angehörige
- Telefonische Ernährungsberatung
- Finanzielle Beteiligung an Coaching und/oder Begleitung
- Rechtsberatung per E-Mail (oder Post)
- Regelmässig erscheinendes Mitglieder-Magazin sowie Spezialausgaben mit Schwerpunktthemen (z. B. Therapien, Rechtsberatung, Intimität)
- Möglichkeit des Bezuges eines «eurokeys» (Schlüssel für Behinderten-Toiletten)
- «Can't wait Card»-Patientenkarte
- Möglichkeit, ausgewählten Gastroenterologen (anonym) konkrete Fragen zu stellen
- Ausflug und weitere Veranstaltungen zusammen mit anderen Betroffenen zum Erfahrungsaustausch
- Kontakt zu regionalen Gruppen
- Eltern/Kind-Treffen
- Junge-Erwachsenen-Treffen (18 bis 35 Jahre)
- Information und aktiver Austausch über Social-Media-Kanäle, insbesondere Facebook
- Kostenlose Telefonnummer 0800 79 00 79 für Beratung und Hilfe sowie Ernährungsberatung
- Information über Webseite www.smccv.ch

Weiteres Engagement der SMCCV:

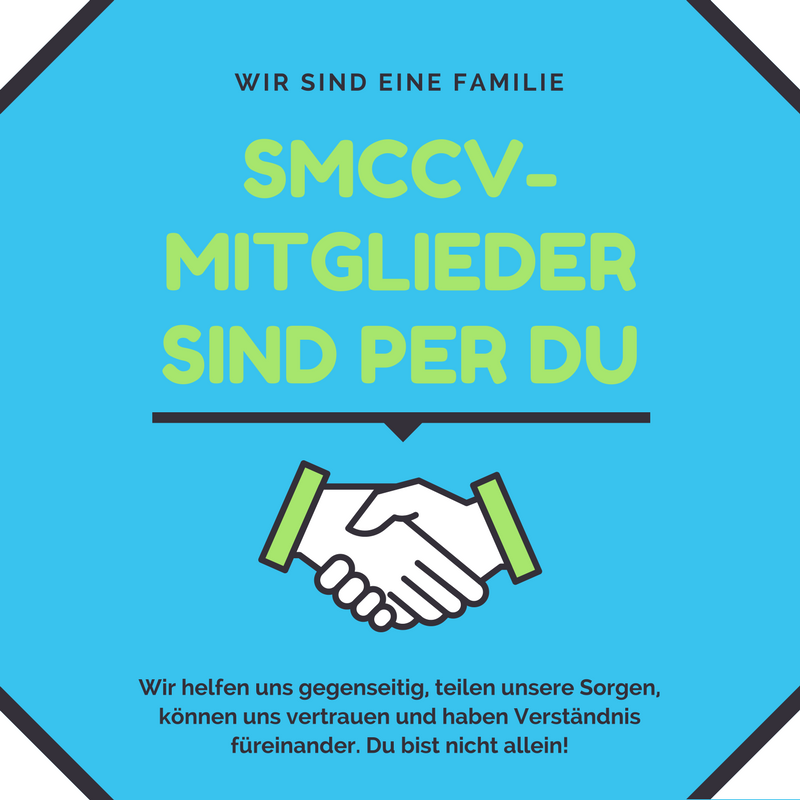
Die Mitglieder leben untereinander bewusst die Du-Kultur und unterstreichen damit das Vertrauen und Verständnis.

- Forderung und Durchsetzung für gerechtfertigte Leistungen und Anliegen gegenüber Behörden und Institutionen im Sozial- und Gesundheitsbereich.
- Als Lobby-Organisation setzt sich die SMCCV für die Verbesserung der Gesamtsituation der CED-Betroffenen und für eine gute Versorgung ein, vertritt die Interessen dieser Gruppe und stellt somit ein gesundheitspolitisches Gewicht dar.
- Die SMCCV arbeitet regelmässig mit anderen Patientenorganisationen zusammen und ist in einigen Gremien und Arbeitsgruppen vertreten, z. B. Swissmedic, IBDnet, SVEP (Schweizerische Vereinigung Endoskopie-Assistenz Personal) und einigen mehr.
- Zudem betreibt die SMCCV Öffentlichkeits-/Medienarbeit mit den Zielen, Wissen rund um chronisch entzündliche Darmkrankheiten zu vermitteln, Verständnis für Anliegen und Probleme der Betroffenen zu fördern sowie Vorurteile abzubauen.

Viele geraten durch die Krankheit und das Unverständnis der Gesellschaft in eine Selbstisolation. Die SMCCV bricht das Tabuthema Darm. Durch die grössere Bekanntheit von CED sollen Missverständnisse abgebaut und das Gespür für die Ängste, Sorgen und Bedenken der Betroffenen verbessert werden.

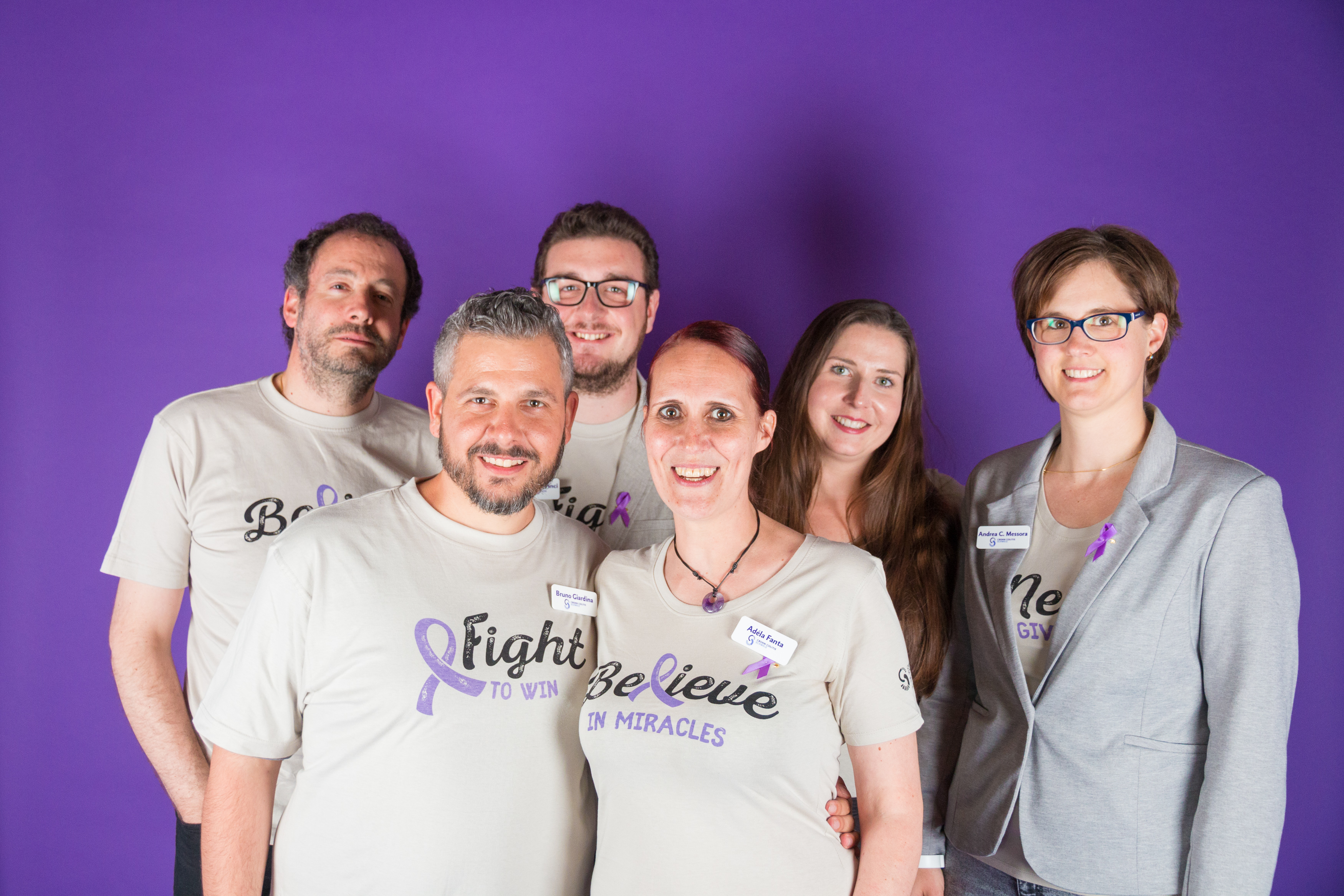
Vorstandsmitglieder sind selber von einer chronisch entzündlichen Darmerkrankung betroffen und engagieren sich ehrenamtlich.

## Forschung
Die SMCCV beteiligt sich aktiv an der seit 2005 vom Schweizerischen Nationalfonds (SNF) finanzierten IBD Kohortenstudie. Die «Swiss IBD Cohort Study» (SIBDCS) hat zum Ziel, Daten zur Pathophysiologie chronisch-entzündlicher Darmerkrankungen zu sammeln und neue epidemiologische Erkenntnisse zu diesen Krankheiten zu gewinnen. Dies soll dazu dienen, chronisch-entzündliche Darmerkrankungen in ihrer Entstehung und ihrem Einfluss auf das Leben der Betroffenen besser zu verstehen. Mit den gewonnenen Erkenntnissen können langfristig die Versorgung und die Therapie von Betroffenen mit chronisch entzündlichen Darmerkrankungen verbessert werden.

## Welt-CED-Tag

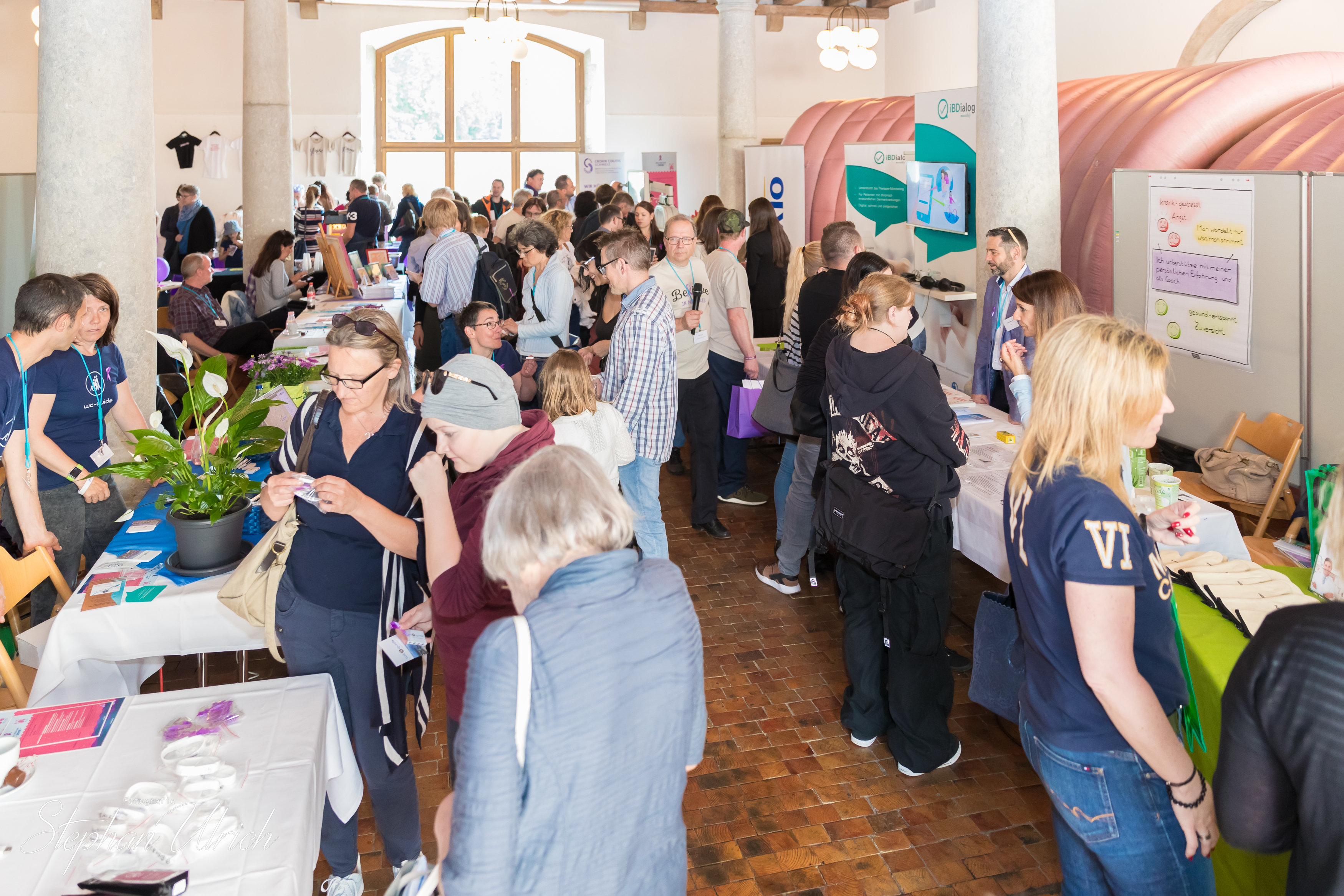
Der Welt-CED-Tag findet jährlich am 19. Mai statt.

Die SMCCV setzt jeweils am 19. Mai, dem internationalen Welt-CED-Tag, ein starkes lila Zeichen für die über 25‘000 Betroffenen in der Schweiz. Dazu werden diverse Informationskampagnen lanciert und am Aktionstag mittels eines Events die Öffentlichkeit für die Anliegen und Probleme der Betroffenen sensibilisiert.

## Spenden/Sponsoring
Die SMCCV wird durch Mitgliederbeiträge und Spenden finanziert. Dank zusätzlicher finanzieller Unterstützung von Sponsoren kann die Patientenorganisation mehr und besser informieren und zahlreiche weitere Veranstaltungen zu Gunsten von Betroffenen organisieren. Spenden und projektorientiertes Sponsoring dienen der Weiterführung der Forschung, dies nicht nur im medizinischen Bereich, sondern auch im Hinblick auf soziale Probleme, welche damit zusammenhängen.